# Géographie de la Loire
La Loire est un des douze départements de la région Auvergne-Rhône-Alpes. Situé dans le centre-est de la France, il est bordé par le Rhône, de l'Isère, de l'Ardèche, de la Haute-Loire, du Puy-de-Dôme, de l'Allier et de Saône-et-Loire.

## Situation
Le département se situe dans la partie orientale du Massif central. La plaine du Forez constitue sa partie central, est est séparé de la vallée du Rhône par les monts de Tarare et les monts du Lyonnais.
Les principales villes sont Saint-Étienne chef-lieu du département, Montbrison et Roanne.

## Géographie physique
| \| Forez Jarez Roannais Monts du Lyonnais Monts de Tarare Pilat Monts du Forez Monts de la Madeleine La Loire \| Carte topographique de la Loire |
| Forez Jarez Roannais Monts du Lyonnais Monts de Tarare Pilat Monts du Forez Monts de la Madeleine La Loire                                       |

Paysages de la Loire :
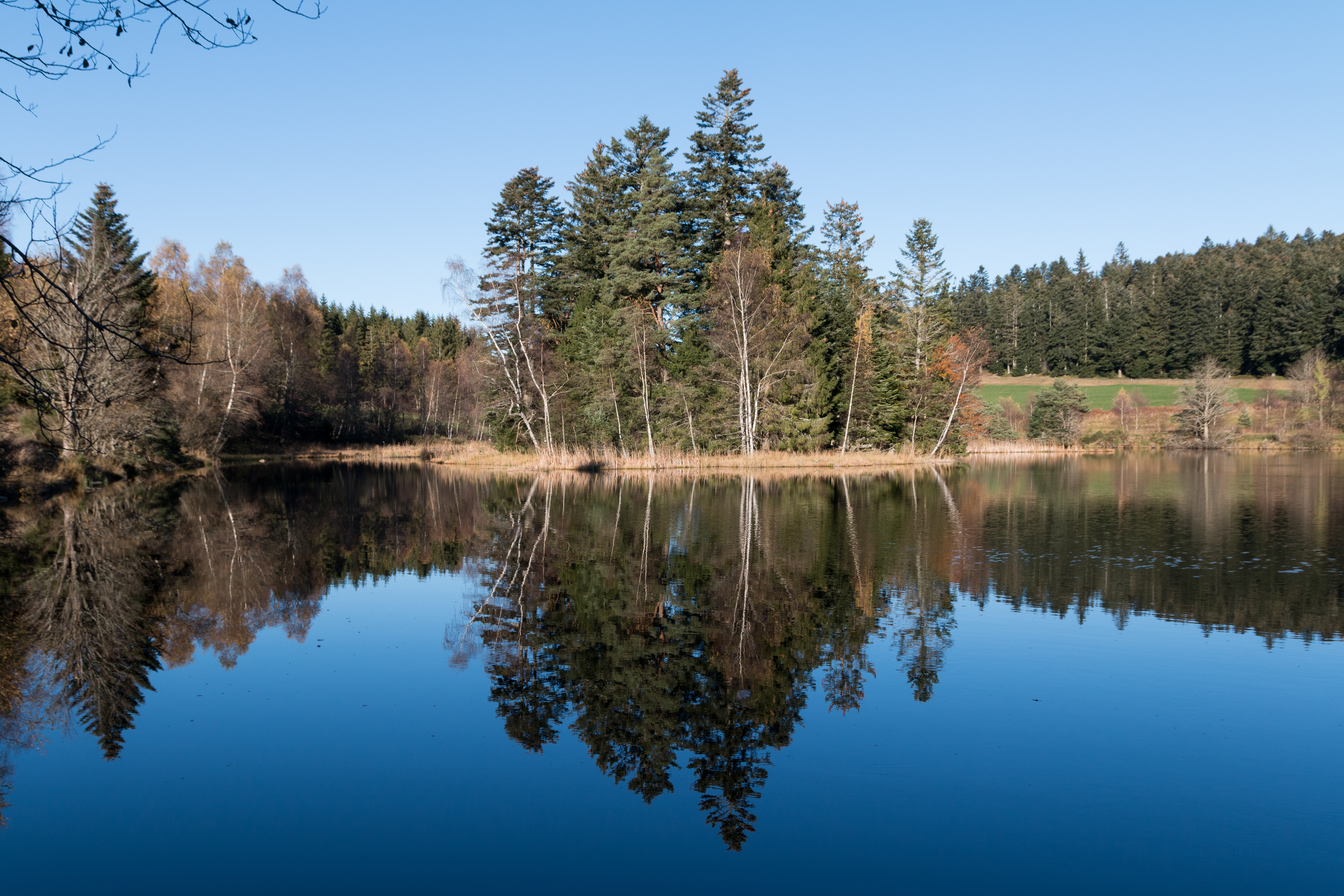
La Tourbière flottante de Saint-Régis-du-Coin dans le parc naturel régional du Pilat, dans le sud-est.
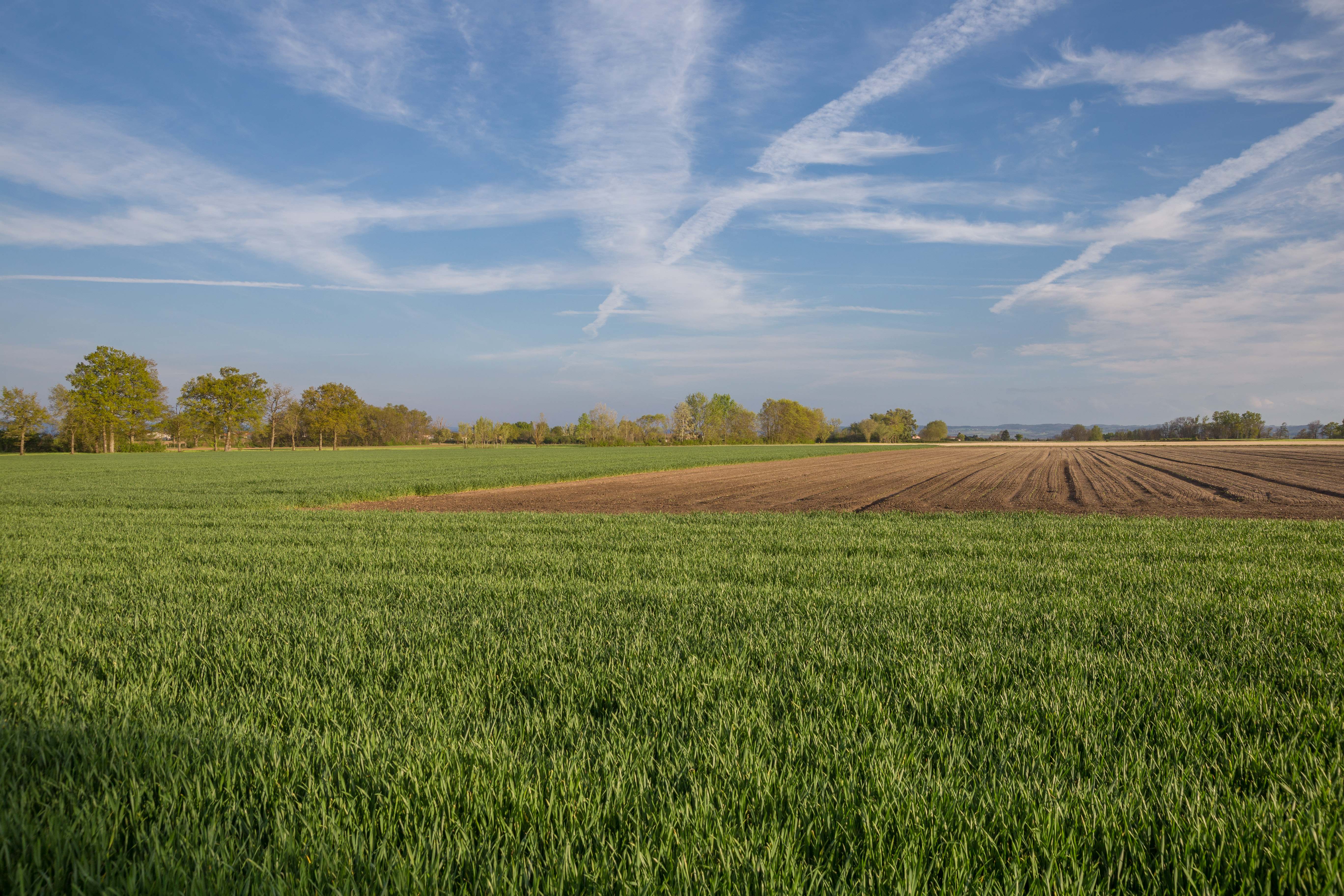
Terres agricoles dans la plaine du Forez, Sury-le-Comtal, vers le centre.
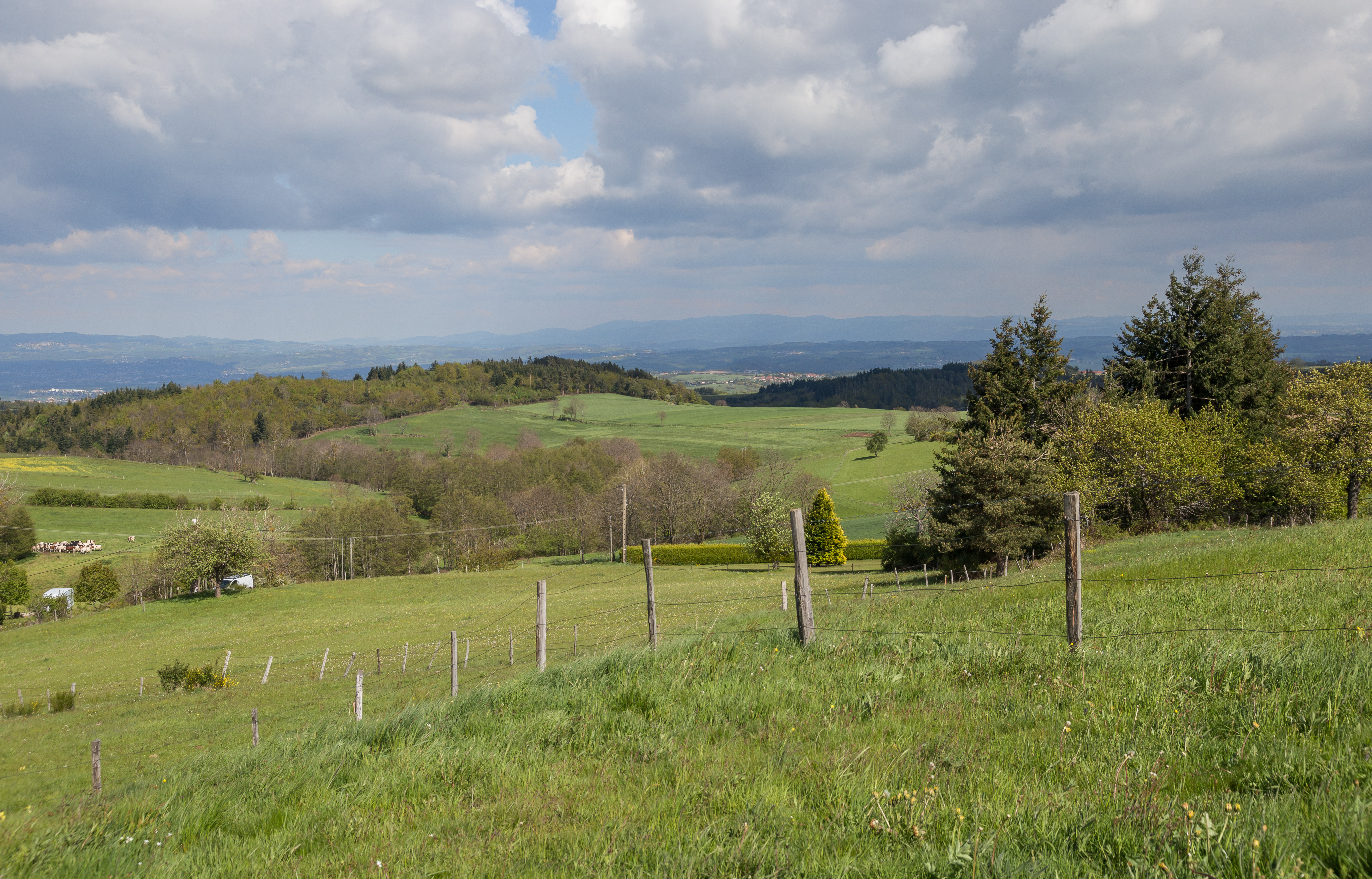
Les monts du Forez depuis la table d'orientation de Marols, dans le sud-ost. À l'arrière-plan, la plaine et les monts du Pilat.
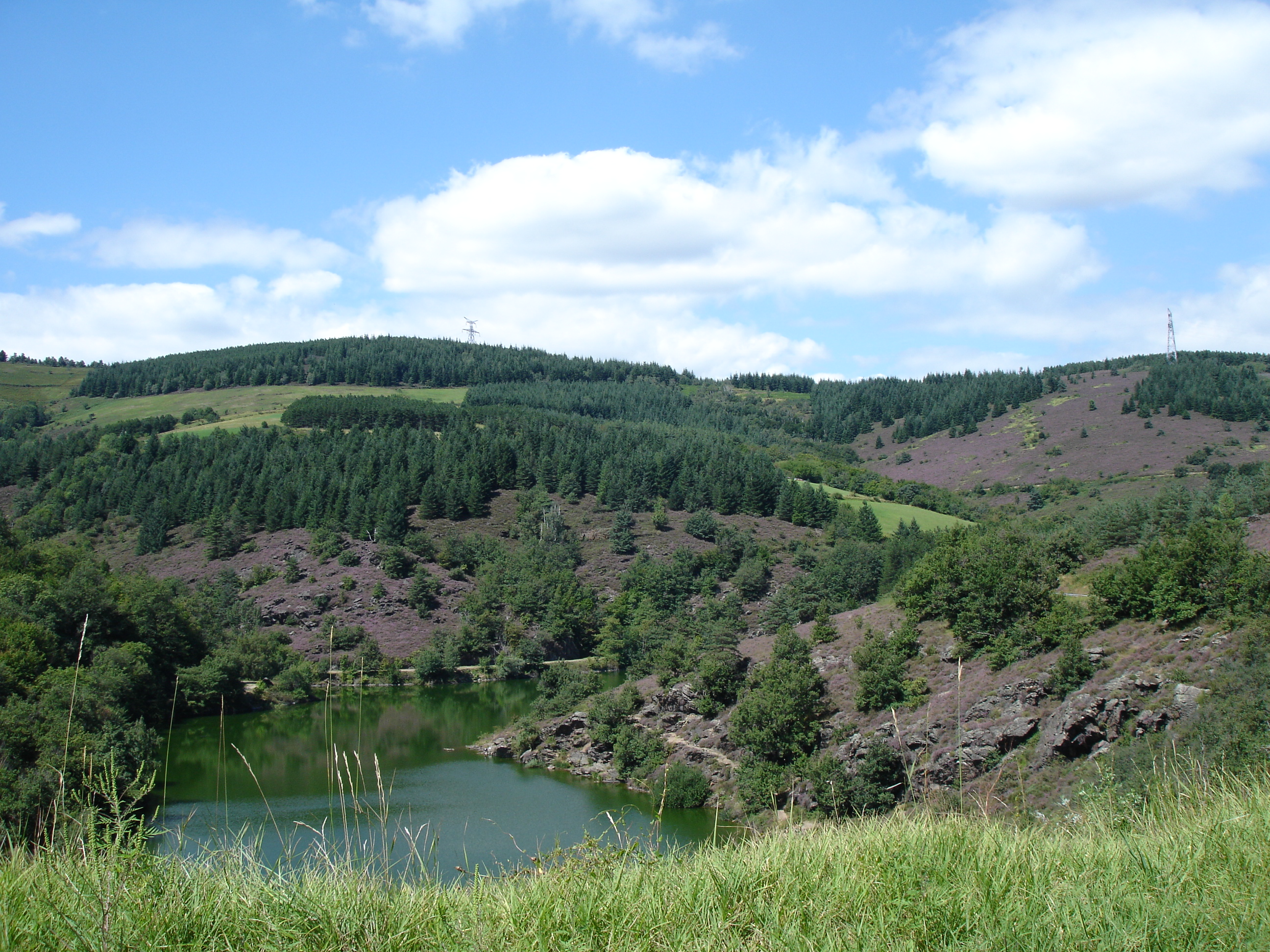
Paysage de bruyères et de conifères autour du lac du barrage de Couzon dans le sud-est.

### Relief
La géographie du département est constituée de plaines (Forez, Ronnais) qui constitue le bassin versant de la Loire. Elles sont encadrées à l'ouest et à l'est par des massifs de basse et moyenne montagne.
La point culminant du département se situe à Pierre-sur-Haute à 1 631 mètres d'altitude.